# 운유고등학교
운유고등학교(雲遊高等學校)는 대한민국 경기도 김포시 장기동에 있는 공립 고등학교이다.

## 학교 연혁
- 2024년 3월 1일 : 개교
- 2024년 3월 1일 : 초대 이성미 교장 취임
- 2024년 3월 4일 : 제1회 입학식

## 참고 자료
- 운유고등학교 - 한국교육학술정보원 학교알리미